# Gra de Fajol Petit
El Gra de Fajol Petit és una muntanya de 2.567 metres situada entre al municipi de Setcases al Ripollès.

## Rutes
Una de les possibles rutes parteix des del refugi d'Ulldeter, a través del coll de la Marrana, ascendint primer al Gra de Fajol.